# Czernyola boettcheri
Czernyola boettcheri är en tvåvingeart som beskrevs av Frey 1928. Czernyola boettcheri ingår i släktet Czernyola och familjen träflugor. Inga underarter finns listade i Catalogue of Life.